# Walter Márquez
Walter Márquez Busto (Montevideo, 28 ottobre 1936 – 3 agosto 2012) è stato un cestista uruguaiano.

## Carriera
Con l'Uruguay ha disputato i Giochi olimpici di Tokyo 1964 e due edizioni dei Campionati mondiali (1963, 1967).